# Drescher (Band)
Drescher ist eine österreichische Band aus Steinfeld, Niederösterreich. Ihren Crossover aus Thrash Metal und Volksmusik bezeichnet die Band als „Dresch Metal“.

## Bandgeschichte
Drescher ging aus der von 2009 bis 2013 existierenden Band Bleeed hervor. Gernot Engel und Bernd Wograndl machten bereits seit Mitte der 1990er Jahre gemeinsam Musik, mit wechselnden Bands wie Endocrane und Paranoid Agony, die jedoch nie über das Demostadium herauskamen. Mit Bleeed kamen sie schon auf die Idee, modernen Thrash Metal mit österreichischer Mundart und Folklore zu verbinden. Man nannte sich dann 2013 in Drescher um, zum einen ein Verweis auf den Mähdrescher, zum anderen eine Eindeutschung des Verbs „to thrash“ (engl. „verdreschen“). Die beiden nahmen Roland Engel (Bass), Sigi Meier (Schlagzeug) und Filip Rado (Akkordeon) in die Band auf. Ihre ersten Gehversuche stellten sie Toni Meloni von den Principal Studios vor, der schon für Die Toten Hosen gearbeitet hatte. Zusammen nahm man die Single First Blood auf, die am 4. April 2014 als Single in Eigenproduktion erschien. Am 13. April 2014 erschien das Debütalbum Erntezeit, wieder als Eigenproduktion, doch im Vertrieb von Alive Records. Die Band begleitete anschließend Subway to Sally auf deren Deutschland-Tour.
Im Jahr 2015 war die Band für den Amadeus Austrian Music Award in der Kategorie „Hard & Heavy“ nominiert, verloren jedoch gegen Bloodsucking Zombies from Outer Space. Ebenfalls 2015 traten sie beim Wacken Open Air auf.

## Stil
Drescher vermischen Thrash Metal mit Elementen der österreichischen Volksmusik und Mundarttexten. Neben den typischen Metalinstrumenten spielen hier auch das Akkordeon eine Rolle. Ihre Musik bezeichnet die Band als eine Mischung aus Metallica und Hubert von Goisern. Die Texte behandeln alltägliche Themen wie Trauer und Liebe. Auf dem Debütalbum befindet sich außerdem mit Geheiligt werde dein Name eine Coverversion des Iron-Maiden-Klassikers Hallowed Be Thy Name.

## Diskografie
- 2014: First Blood (Single)
- 2014: Erntezeit (Album)
- 2016: Steinfeld (Album)